# Libindo Ferrás
Libindo Martins Ferrás (Porto Alegre, 13 de setembro de 1877 — Rio de Janeiro, 9 de agosto de 1951) foi um pintor e professor brasileiro. 
Desde jovem envolvido com a arte, em 1908 participou da fundação do Instituto de Artes da UFRGS, e a partir de 1910 foi o primeiro diretor da sua Escola de Arte, permanecendo no cargo por mais de duas décadas. Desenvolveu uma bem sucedida carreira como professor, e como pintor, dedicado ao gênero da paisagem, fez muitas exposições individuais e coletivas, foi muito elogiado pela crítica e encontrou um mercado receptivo, mas depois de sua aposentadoria em 1937 mudou-se para o Rio de Janeiro e caiu na obscuridade. Hoje é tido como um dos principais artistas de sua geração no estado do Rio Grande do Sul e um dos melhores paisagistas, além de ter desempenhado um papel fundamental para a estruturação da Escola de Arte e a consolidação do ensino artístico em nível superior no estado.

## Biografia
Libindo Ferrás nasceu em Porto Alegre em 13 de setembro de 1877, em tradicionais famílias gaúchas, filho de Diogo Alves Ferrás, general de brigada e engenheiro militar, e Libinda Martins. Seu pai era filho de um juiz e latifundiário de Cachoeira do Sul, e sua mãe era neta do Visconde do Serro Azul, militar e uma das maiores fortunas do estado. Teve como irmãos Diogo, Maria, Manuel, falecido na infância, e Maria Manuela.
Desde muito jovem interessou-se pelas artes. Recebeu lições de Ricardo Albertazzi, mas inicialmente dedicou-se à pintura em caráter amador. Inaugurou sua carreira expondo no início de 1896 pequenas telas na vitrine da casa comercial Ao Preço Fixo. Uma delas foi notada por Olinto de Oliveira, que em sua coluna no jornal Correio do Povo, embora assinalasse o caráter amador da obra, percebeu que ali havia um talento fora do comum, incentivando o autor. Porém, nesta época ainda não imaginava tornar-se um pintor profissional, estando em meio a estudos preparatórios para o curso de Engenharia.
Em 1897 estava no Rio de Janeiro, onde deveria prosseguir seu curso na Escola Politécnica, mas antes de completar um ano abandonou as aulas e embarcou para a Itália. Lá pouco se sabe o que fez. Eduardo Guimarães disse que o artista visitou muitas cidades italianas, demorando-se especialmente em Roma, Turim, Milão e Nápoles, onde teria recebido lições de vários mestres e entrado em contato com os famosos museus e monumentos locais.
Em janeiro de 1899 já estava de volta no Rio, e começava sua vida profissional como funcionário dos Telégrafos, nomeado para Porto Alegre. Em julho estava de volta ao Rio, deixando algumas obras para o Salão Nacional, e sendo chamado de "distinto paisagista", autor de "valiosas telas". Em 1902 ilustrou a capa de Via Sacra, o primeiro livro de Marcelo Gama.

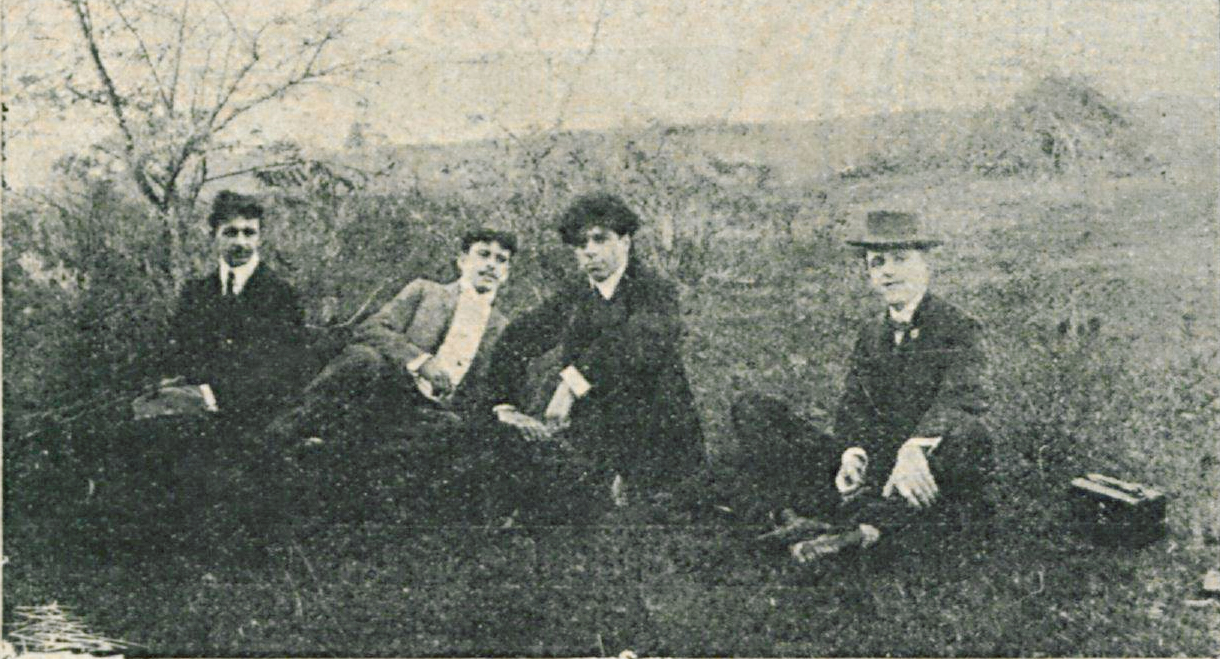
Libindo Ferrás, o terceiro a partir da esquerda, com amigos em um piquenique no arrabalde do Partenon, 1907

Sua produção pictórica nesta fase chamou a atenção de vários críticos, mas a partir de uma matéria publicada em 1903 por Arthur Pinto da Rocha, diretor da Gazeta do Comércio, onde Libindo é descrito como um grande talento, mas pouco aplicado, inconstante e dispersivo, ocupando-se em várias distrações fora da arte, Athos Damasceno, em seu clássico Artes Plásticas no Rio Grande do Sul, publicado em 1971, deu força a esta imagem, dizendo: 
"O festejado diletante das tintas ainda não conseguira então acertar o passo e era meio às cegas que andava e desandava na busca de seu caminho. Tal como dissera Pinto da Rocha, ora privava com Euclides, ora convivia com Apeles e, de permeio, pedalava a bicicleta, jogava o florete ou procurava distrair-se no tabuleiro do xadrez com reis e rainhas, cavalos e peães. Por muito tempo – mais de dez anos – fará Libindo essa despreocupada boêmia, fugindo aos compromissos da arte e visitando as Musas da palheta apenas de passagem. [...] Em 1910, entretanto, vê-se o amador inconstante obrigado a levar a sério sua vocação. Escolhido e nomeado para exercer as funções de diretor da Escola de Artes recém-criada no Conservatório de Música de Porto Alegre, não tem Libindo Ferraz outro remédio senão devotar-se à arte, já não apenas como pintor mas ainda como professor e administrador".
A grande autoridade de Damasceno tornou seu texto a referência biográfica básica para a historiografia posterior sobre o artista, que não se preocupou em investigar melhor essa narrativa, mas pesquisas recentes demonstraram que aquela imagem pouco lisonjeira não é exata. Há documentação na imprensa que o mostra exercendo atividade artística constante entre sua volta da Europa em 1899 e 1910, com produção abundante, fazendo várias exposições individuais e coletivas em Porto Alegre e no Rio, sempre bem recebidas, além de dar aulas e fundar a revista ilustrada Pampa (1905), da qual assumiu a direção artística.
Em 1908 foi convidado pelo presidente do estado Carlos Barbosa para participar da fundação do Instituto de Belas Artes (IBA). Em 1909 foi fundado no IBA um Conservatório de Música, e em 1910, por iniciativa de Libindo, foi criada no Instituto uma Escola de Arte. Libindo foi no mesmo ato indicado primeiro diretor e professor da Escola. O projeto original previa o ensino teórico e prático das Artes Plásticas, abrangendo Desenho, Arquitetura, Escultura, Artes Aplicadas e Ofícios. Nesta função permaneceria até a incorporação da Escola à Universidade de Porto Alegre, em 1936.
Na fundação do Instituto estava implícito um ambicioso projeto civilizatório apoiado e em parte financiado pelo governo que incluía a criação de uma rede de escolas e conservatórios pelas principais cidades do Rio Grande do Sul. Essa rede pertencia à mantenedora, representada pela Comissão Central do Instituto Livre de Belas Artes, na qual Libindo tinha um assento. Apesar da boa vontade, o projeto enfrentou obstáculos multiplicados e levou muito tempo para se estruturar. Nos primeiros tempos só pôde ser ministrada a disciplina de Desenho. Aos poucos foram introduzidas as disciplinas de Perspectiva e Anatomia. A disciplina de Pintura só foi introduzida em 1926, enquanto a Escultura, a História da Arte e a Arquitetura, só depois de Libindo deixar a casa.

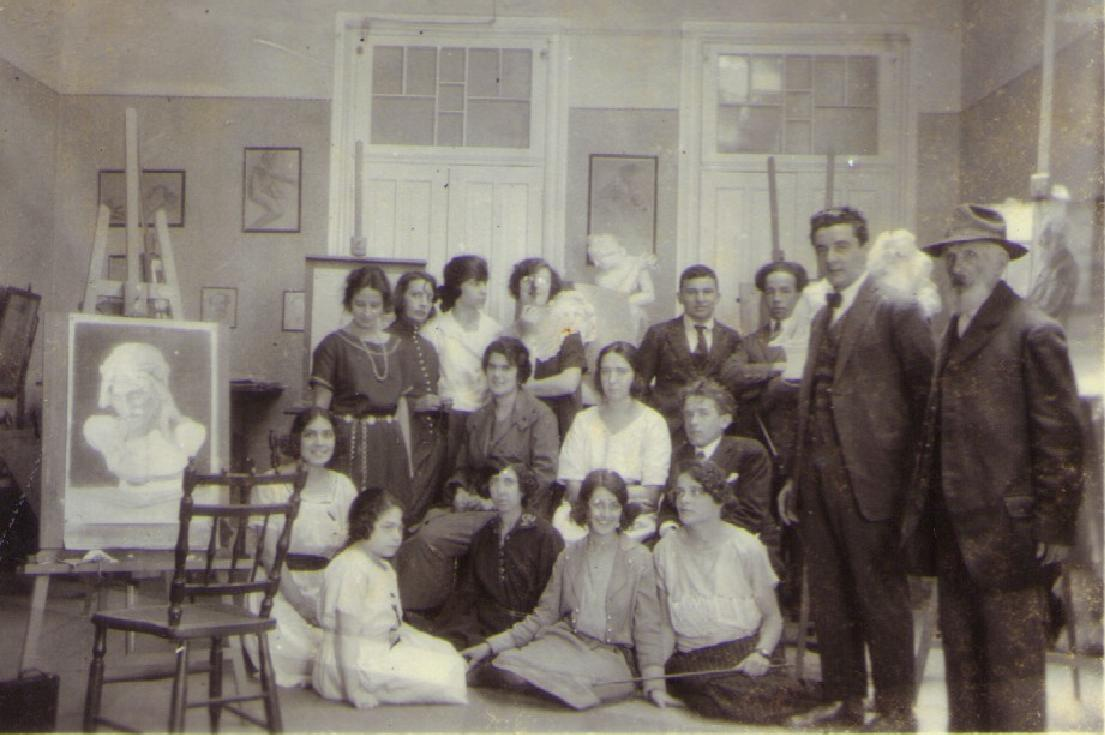
Alunos e professores do Instituto de Artes em 1925. Libindo Ferrás é o segundo a partir da direita.

Era considerado um grande professor, atento e sensível, disciplinado, ganhando influência sobre gerações de novos artistas. Como sensível paisagista, Libindo sempre favoreceu a pintura ao ar livre, levando seus alunos com ele a pintar pelos arrabaldes semi-rurais da capital. Sua atuação para as artes do Rio Grande do Sul e mais especificamente de Porto Alegre foi fundamental tanto no âmbito artístico e pedagógico quanto no institucional. Foi o único artista plástico entre os 25 membros fundadores da Comissão Central do Instituto Livre de Belas Artes e um dos principais responsáveis pela sobrevivência da Escola de Arte em seus primeiros anos, em que permaneceu sempre prejudicada pela falta de verbas, de mestres e de boas instalações, tornando-se respeitado como um líder e um empreendedor.
Ele foi um faz-tudo. Até 1913 foi o único professor da Escola. Até 1922 teve apenas um ou dois colaboradores, que estavam sempre em trânsito e nunca permaneciam muito tempo, e de 1922 até 1936, quando se aposentou, só contou com a colaboração permanente de um outro professor, Francis Pelichek. Tudo era precário, limitado e improvisado. Apesar disso, fez-se muito. Colaboradores temporários de renome passaram pela escola, como Pedro Weingärtner, Helios Seelinger, Eugênio Latour, Oscar Boeira e Augusto Luis de Freitas. Libindo iniciou a formação de uma biblioteca e de uma coleção de arte, a origem da Pinacoteca Barão de Santo Ângelo. A escola superou-se e se firmou.

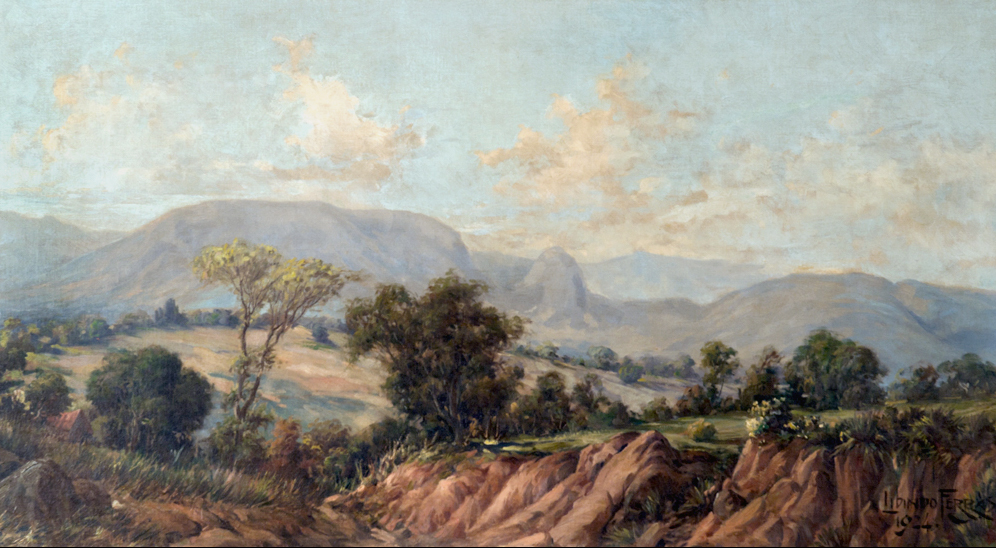
Paisagem, óleo sobre tela, 1924

Enquanto isso, consolidava sua carreira como pintor. Em 1916 expôs em Porto Alegre uma coleção de aquarelas; o evento foi noticiado no Rio de Janeiro, sendo chamado de "um dos mais apreciados aquarelistas que atualmente o Brasil possui. Não há muito tempo, o aludido pintor remeteu para Montevidéu cerca de vinte quadros, encomendas especiais feitas ao delicado pincel do moço artista, e agora colhe novo triunfo na atual exposição, já tendo vendido quase a totalidade dos seus trabalhos". Sua exposição de 1921 foi "concorridíssima", vendendo quase todas as obras. Participou das comemorações do Centenário da Independência em 1922 fazendo uma individual no Palácio Piratini. Em 1923 foi aceito no Salão Nacional no Rio de Janeiro, mas problemas no transporte impediram que as obras chegassem a tempo. Porém, depois apresentou-as na Galeria Jorge, recebendo elogios da crítica. No ano seguinte fez outra individual em Porto Alegre com 45 peças, também aprovada pela imprensa especializada. Publicando um artigo na revista O Malho do Rio, Adalberto Matos disse: 
"Do Rio Grande do Sul, por carta de um amigo, chegaram-nos notícias, embora tardiamente, da mostra realizada em Porto Alegre pelo pintor Libindo Ferrás. Com satisfação vimos perfeitamente confirmadas as adjetivações às suas obras expostas na Galeria Jorge; sobre os mesmos trabalhos, nestas mesmas colunas, louvamos com alegria os seus quadros, o que aliás fizeram todos os jornais cariocas. O nosso informante nos diz com entusiasmo o que foi a exposição do artista gaúcho, onde os melhores elogios são feitos ao pintor. [...] A arte de Libindo Ferrás é bem a expressão de um filósofo patrício: 'A arte é adoração, é um requinte da vida subjetiva'. Daí dizermos sem rebuços: Libindo Ferrás é um artista porque interpreta e adora a natureza, porque é um crente na beleza e a compreende".
Em 1925 pretendia fazer uma individual no Rio, que não aconteceu porque caiu doente; mesmo assim, expôs três obras no Salão Nacional, colhendo novamente elogios. Um articulista anônimo da revista Phoenix o qualificou como "um dos mais delicados e finos paisagistas brasileiros". Em 1926 expôs na Biblioteca Pública de Pelotas, sendo chamado por Aristides Bittencourt na Illustração Pelotense de "um dos mais fortes temperamentos estéticos da nossa pintura. Alma de artista e coração de poeta, Libindo Ferrás é o orgulho da nossa gente e da nossa terra". Em 1927 teve uma obra adquirida pelo presidente do estado Borges de Medeiros, e fez uma individual de óleos e aquarelas no Clube Comercial em São Paulo, muito bem recebida pela crítica.
Libindo foi um instrumento de grande valia para o programa que os governos estadual e municipal desenvolviam na época, buscando renovar o estado sob o signo do positivismo. A cultura passara a ser um valor importante a ser cultivado por seus próprios méritos e pelos benefícios que produz, mas também era um símbolo a ser ostentado, uma prova do progresso atingido e do sucesso dos planos governistas. A fundação do Instituto de Belas Artes foi parte importante neste processo de renovação das artes estaduais, e a institucionalização do ensino da arte em nível superior representou um avanço inegável, não havendo até então em todo o estado escola que fosse comparável. Com muitos esforços, o IBA veio a se tornar, anos depois, a principal referência institucional para a produção, estudo e discussão da arte no Rio Grande do Sul, e tornou Porto Alegre definitivamente o principal polo irradiador de influência nas artes gaúchas. Nesta ilustre trajetória o papel de Libindo como um dos pioneiros e protagonistas é indisputado.

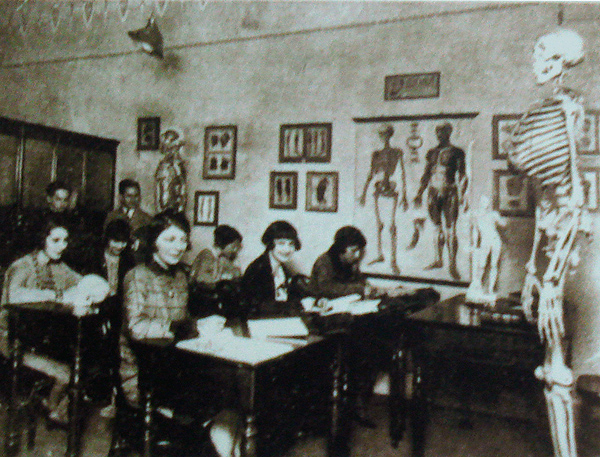
Aula de desenho anatômico, dirigida por Libindo Ferrás, 1928.

Para Angelo Guido, se quando jovem seu talento foi disperso, na maturidade ele "cumpriu importante missão como condutor do processo de desenvolvimento de um sistema de produção e ensino de arte". Para Neiva Bohns, "compelido a assumir funções administrativas que foram fundamentais para a estruturação do ensino de arte do sul do país", foi "um dos mais importantes e persistentes incentivadores da produção artística rio-grandense". Nas palavras de Círio Simon, professor do Instituto e seu principal historiador,
"Na construção institucional das artes em Porto Alegre, Olímpio Olinto Oliveira e Libindo foram solidários e complementares em vários momentos. Libindo dedicou-se, durante quase três décadas, à tarefa da construção institucional para que as artes plásticas tivessem o que a cultura local lhe poderia oferecer naquele momento. Libindo desempenhou a liderança no âmbito da Escola de Arte à semelhança do que Olinto exercia do IBA. [...] A vida, o trabalho e a obra de Libindo Ferrás são documentos das possibilidades e dos limites que as artes visuais encontraram institucionalizados ao longo de República Velha em Porto Alegre. [...] Conseguiu provar que a sua vocação e todas as suas energias, deveriam devotar-se à instituição, que nasceu por sua proposta. Dentro das normativas do Instituto local deve-se a Libindo a tentativa de criar um Salão de Artes e de abrir ao espaço externo, em direção à construção de um sistema de Artes Plásticas".
"Se Libindo não conseguiu organizar uma Escola de Artes populosa e massiva, como o Conservatório de Música do Instituto, em contrapartida manteve uma coerência administrativa e um contínuo interno e contra todas as circunstâncias internas como externas à instituição. Mas o que lhe deve ser creditado é a coerência administrativa continuada, o que gerou uma passagem em 1936 sem rupturas, entre a Escola de Arte para o Curso de Artes Plásticas, no paradigma que sustentava a universidade brasileira emergente".
Além de sua carreira nas artes, manteve uma carreira paralela como funcionário dos Telégrafos, sendo documentado desde 15 de janeiro de 1899, quando foi nomeado guarda-fio de 1ª classe da Repartição Geral dos Telégrafos no Rio, designado no mesmo dia para o Distrito Telegráfico do Rio Grande do Sul, com sede em Porto Alegre. Em 1905 foi exonerado por abandono do emprego. No começo deste ano seu pai havia falecido e Libindo parece ter entrado em uma crise pessoal. No entanto, foi readmitido em 1907, e depois não mais se afastou. Estendeu linhas entre várias cidades, foi inspetor de linhas, examinador de concurso, foi promovido várias vezes, e chegou a ser nomeado em 1934 chefe do Serviço de Linhas e Instalações dos Correios e Telégrafos do Rio Grande do Sul. Também foi membro da diretoria da Sociedade Beneficente União Telegráfica.
Deixou a direção da Escola em 1936 e encerrou sua carreira docente em 1937, aposentando-se no mesmo ano nos Telégrafos. Partiu então para o Rio de Janeiro, onde deixou poucos traços. Não há sinais de ter feito exposições depois de sair de Porto Alegre, mas não cessou inteiramente de pintar, várias obras datam deste período. Faleceu em 9 de agosto de 1951, deixando a esposa Georgette Jacondino e a filha Pierina, casada com Telmo Canteiro, sendo velado na Capela Real Grandeza e sepultado no Cemitério de São João Batista.

## Obra

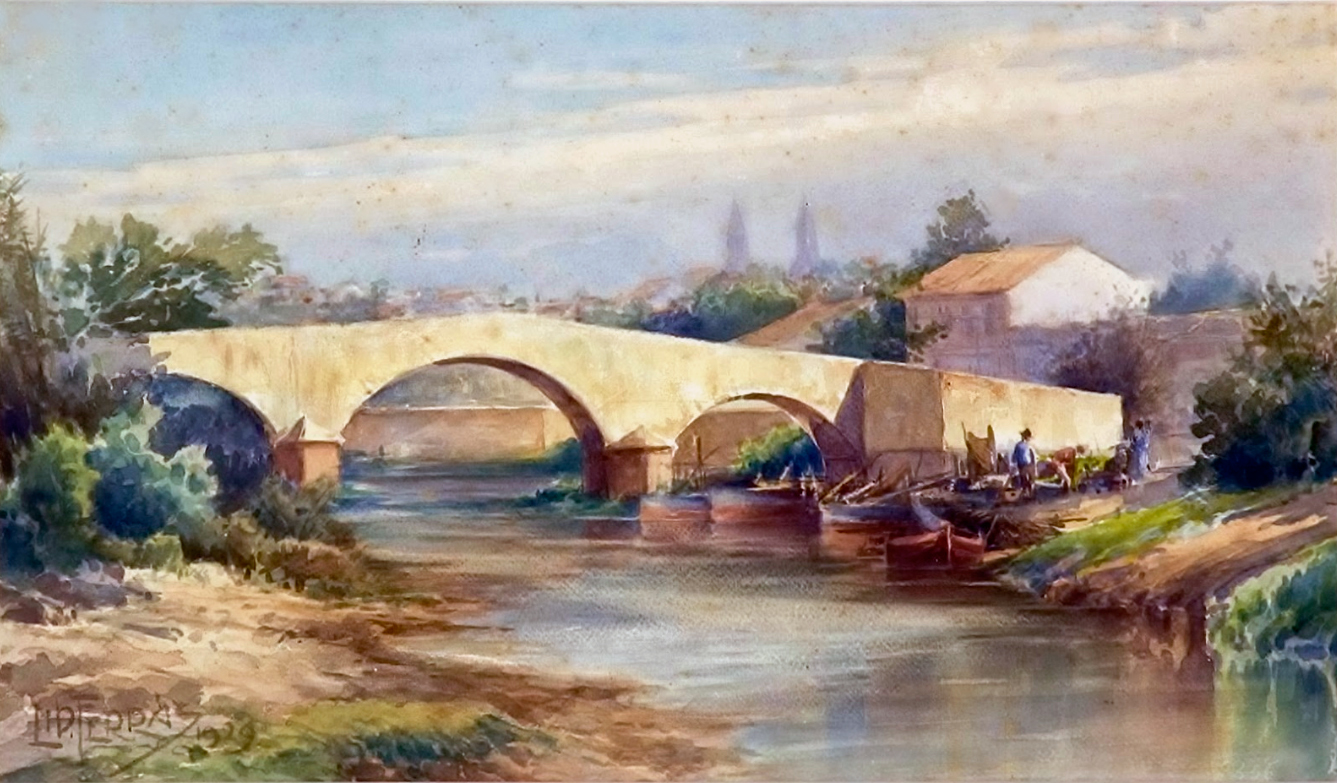
Ponte do Riacho, aquarela, 1929

Libindo Ferrás deixou grande quantidade de obras, principalmente na técnica do óleo e na temática da paisagem. Em parte por temperamento, em parte pela formação que teve e pelo meio em que atuou, fortemente ligado ao governo e ao seu programa ideológico, Libindo ajudou a perpetuar uma linhagem estética para a pintura gaúcha alinhada mais ao academismo que ao modernismo, um programa conservador que era favorecido pelo governo e pelas elites, que queriam o progresso, mas o queriam disciplinado e organizado, sem grandes atritos, sem mudanças traumáticas no status quo. Essa tendência permaneceria por muitos anos no seio da academia gaúcha, e só começaria a quebrar-se em meados do século XX, quando o modernismo triunfa em todas as frentes.
Apesar de ter recebido uma formação errática, reuniu todos os instrumentos necessários ao ofício de pintor acadêmico, o que na época significava um vasto cabedal de conhecimentos em diversos domínios teóricos e práticos. Privilegiando a paisagem em telas e aquarelas, num retrato discreto e poético da sua terra, com uma técnica econômica e tradicional, foi em tudo modesto e equilibrado. Não se apresentou com tambores e clarins, não louvou os poderosos, não quis dar um rosto aos eventos históricos. Não cedeu aos excessos românticos, nem aos neoclássicos, e tendeu ao realismo. Não pintou nenhuma tela de grandes dimensões, e algumas das suas melhores estão entre as menores. Recebeu muitos elogios, participou de numerosas exposições e recebeu menção honrosa no Salão Nacional de 1925. Porém, a geração que o sucedeu em Porto Alegre, quando ele já estava no Rio, queria mudanças mais profundas, e seu estilo logo começou a parecer ultrapassado.

Paisagem, óleo sobre tela, 1929

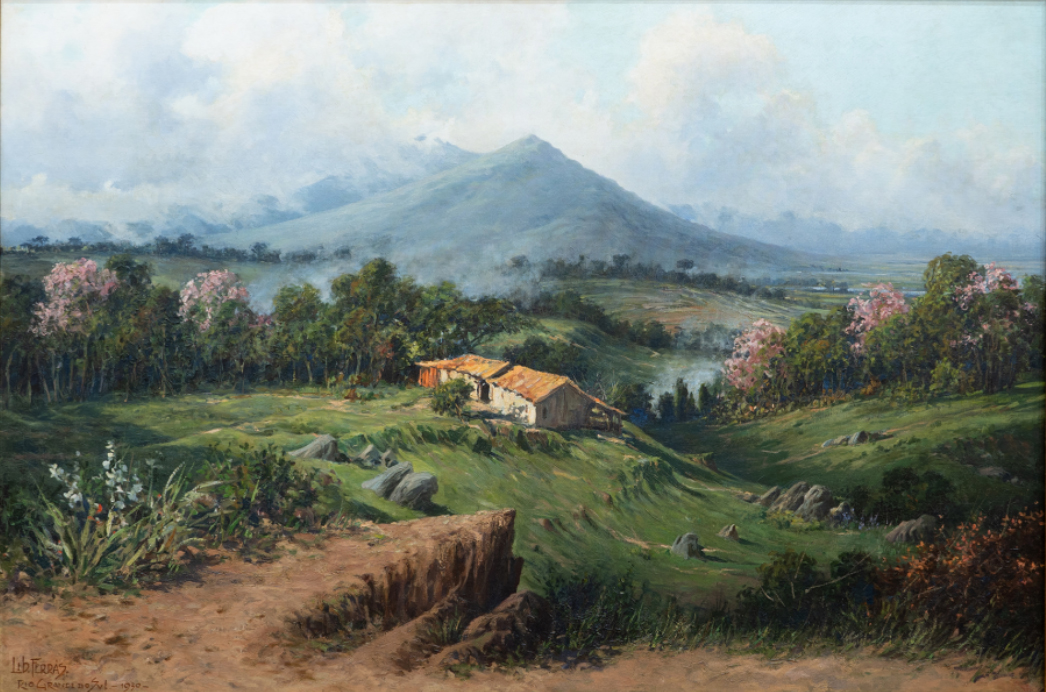
Casa isolada, óleo sobre tela, 1930

Para Athos Damasceno, Libindo teve um início de carreira bastante promissor e original, mas após encontrar um estilo pessoal seu talento conformou-se a uma fórmula um tanto avessa a inovações, mas que não obstante produziu uma das mais sólidas carreiras do paisagismo gaúcho. Eduardo Guimarães interpretou sua obra da seguinte maneira:
"Em suas telas, os recantos da natureza gaúcha, as plantas e as matas, arvoredos e sous-bois, solitários ranchos, encantos de folhagem à beira d'água, barrancos em flagrante admirável, searas, os horizontes cortados de serras, os magníficos céus do Rio Grande — Libindo os reproduzia não com a exatidão insensível dos fotógrafos mas com a verdade da arte, a justa visão do colorido, a segura ciência da perspectiva, a escolha consciente dos aspectos quase sempre tocados duma suave, emocionada e comunicativa poesia, que tornava sua obra a de um artista de talento que antes de mais nada prezava a virtude de ser sincero".
Com todos os limites que se impôs em forma e conteúdo, e mesmo em termos de divulgação, nunca se inserindo nas altas rodas artísticas do Rio e São Paulo, e depois do massacre que os modernistas impuseram aos acadêmicos, parte da crítica recente voltou a reconhecer sua valiosa contribuição para a pintura no Rio Grande do Sul, colocando-o entre os principais artistas gaúchos de sua geração e por certo tempo o maior pintor em atividade permanente no estado. Apesar dos seus méritos artísticos e sua importância para a constituição do sistema de ensino de arte do estado, ainda é uma figura pouco estudada. Escrevendo em 2012, Paulo Gomes fez um balanço: 

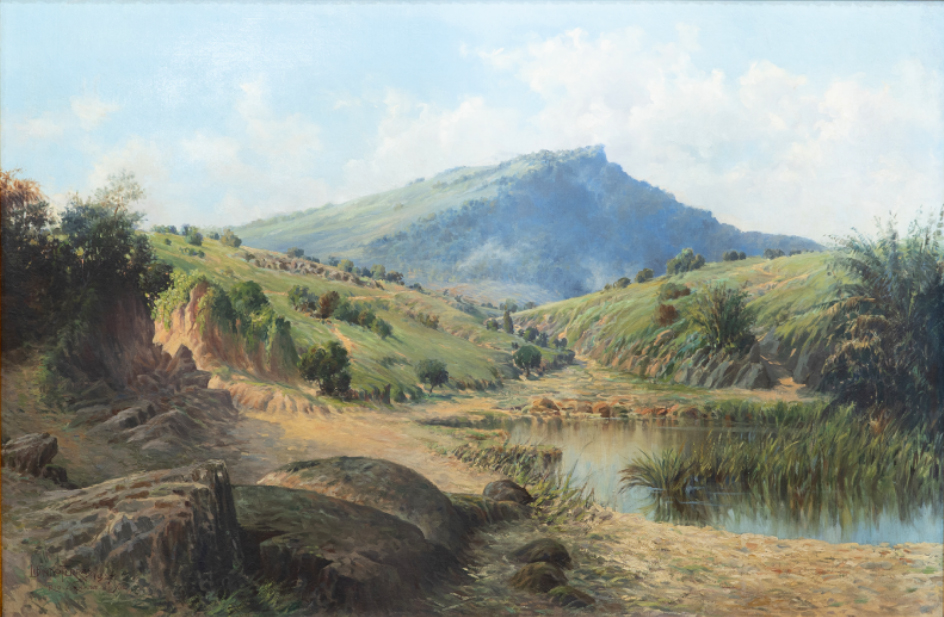
Paisagem Rio-grandense, óleo sobre tela, 1937

"Libindo Ferrás é um artista pouco compreendido, geralmente considerado um acadêmico retardatário, apesar da excelência técnica de sua pintura. [...] A tradição historiográfica local, fundada por Guido, tinha em Libindo um artista de características acadêmicas, acentuando o caráter conservador de sua abordagem, e, pelos mais diversos textos, como em Kern (1981), Gastal (1994), Silva (2002) mantêm-se o mesmo tom, dificultando uma correta avaliação do pintor e impedindo uma análise desapaixonada e aberta à sua real dimensão no contexto da produção artística do seu tempo. [...] Ao abrir mão dos temas grandiosos da pintura de história e das grandes composições, tornou-se, se não o precursor de uma prática moderna, ao menos um artista com um olhar cuidadoso, voltado para o natural, para o comum e para o banal. Libindo Ferrás é um artista digno de toda a nossa atenção, por causa da sua inteligência construtora, adequada a um tempo e a um meio ainda arredio aos experimentalismos vanguardistas do impressionismo. É um artista já preocupado em fugir do modelo formativo da identidade local praticado por Weingärtner (preso até à medula com uma representação mimética do homem e do meio). Ferrás é um artista plenamente envolvido com a criação de um discurso plástico autônomo".
Possui diversas obras no acervo do MARGS, no Acervo Artístico da Prefeitura de Porto Alegre, na Pinacoteca da APLUB, na Pinacoteca Barão de Santo Ângelo e outras coleções privadas e públicas.